# Košara s voćem (Caravaggio)
Košara s voćem je slika talijanskog baroknog slikara Caravaggia naslikana oko 1599. godine. Naime, John T. Spike smatra da je nastala 1596., dok Catherine Puglisi vjeruje kako je vjerojatnije nastala 1601. godine. Puglisijeva tvrdi kako je ova košara s voćem jako slična onoj u prvom planu Caravaggiove slike „Večera u Emausu”, te zbilja ne samo košara koja visi na rubu stola, već i stabljika u njoj izgledaju identično na ove dvije slike. Ali, povjesničari se ne daju složiti oko datiranja ove slike i uglavnom smatra se da je moguća bilo koja godina između ove dvije navedene.
Nedavnom rendgenskom analizom utvrđeno je kako je ova slika naslikana preko već postojeće na kojoj su bile groteske kakve je slikao Caravaggiov prijatelj Prospero Orsi, a koji je mladom autoru pomagao prilikom njegova stjecanja prvih naručitelja oko 1594. godine. Slika je 1607. godine bila dijelom kolekcije kardinala Federica Borromea, bivšeg nadbiskupa Milana koji je od 1597. – 1602. godine bio čest gost Caravaggiova mecene, rimskog kardinala Federica Borromea.
Slika na prvi pogled nije pretenciozna, ali predstavlja jedno od njegovih najznačajnih djela jer posjeduje upečatljiv i intenzivan autorski pečat. Slika prikazuje mrtvu prirodu sa šest vrsta voća (breskva, jabuka, kruška, 4 smokve, dunja i 4 grozda). Naslikana na razini gledišta promatrača, košara je na samoj ivici, ali nije jasno vidljivo da li je riječ o stolu, polici ili nečem drugom. Košara kao da se trga na rubu slikarskog prostora, te daje dojam opasnosti od pada iz slike u prostor gledatelja. Ovo je dramatičan pristup koji je sličan načinu na koji Caravaggio stvara napetost prizora u svojim figuralnim kompozicijama. Promatrano iz te perspektive vidljivo je kako je slikar maksimalno koristio svjetlost i sjene. 
Na prvi pogled ne postoji čvrsta kompozicija predmeta na slici, ali pažljivijim promatranjem vidi se da su ti predmeti na slici pažljivo uređeni, slični nekoj arhitektonskoj konstrukciji. Svaki oblik voća otkriva svoj izvorni oblik i naslikan je u skladu sa svojim prirodnim svojstvima. Niska horizontalna linija potvrđuje izražajnost slike. Svaki organski element naslikanog voća otkriva svoj pravi oblik dok lišće daje slici poseban efekt. Na određeni način lišće označava životne cikluse. Tako lišće usmjereno u vis, prema suncu, na gornjem lijevom kutu simbolizira sav žar života, dok opušteno lišće u donjem lijevom kutu i uvenulo na desnoj strani simbolizira sumrak života. Zbog toga nije čudno da su pojedini gledatelji navedene slike smatrali da se radi o jednoj osobnoj refleksiji života i smrti.
No, zasigurno sadržaj košare predstavlja prirodni proces raspadanja svih živućih tvari jer je prikazano voće s rupama od crviju, izgriženim lišćem i uglavnom načeto. Na taj način Caravaggio nas podsjeća da je sve u životu prolazno te da na prvi pogled savršena kolekcija naslikanog voća nije predodređena da preživi dugo. Trula jabuka jasno nosi pouku slike, po kojoj savršeno stvorena priroda ima svoje nedostatke.
Inače, postoje različita tumačenja pojedinačnog voća na slici. Prema pojedinim tumačenjima slike, breskve simboliziraju besmrtnost i spasenje, dok jabuke simboliziraju ljubav i plodnost i božju ljubav prema čovječanstvu. Smokve predstavljaju ženstvenost, plodnost i bogatstvo, dok grožđe predstavlja simbol sreće i besmrtnosti. Kao zaključak pojedini povjesničari umjetnosti smatraju da naslikana korpa voća predstavlja simbol života, ispunjenosti, kako duhovne tako i fizičke, dok natrula jabuka i uvelo lišće predstavljaju i religioznu ideju da spasenje dolazio isključivo preko bola i smrti. Na taj način košara s voćem predstavlja metaforu Crkve.
Caravaggio je navodno tvrdio kako ulože isto truda u slikanje vaze cvijeća kao i u slikanju ljudskih figura. Takav stav ne samo da dovodi u pitanje hijerarhiju slikovnih motiva koji su prevladali od rane renesanse, nego i obilježava početak tradicije europskog slikarstva mrtvih prirodi koja se od tada neprekidno razvijala.